# Piwo Grodziskie

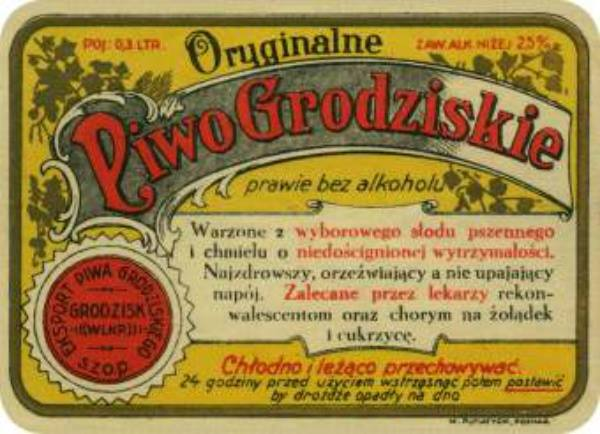
Etichetta di Piwo Grodziskie

La Piwo grodziskie (chiamata localmente anche Grodzisz, o in tedesco Grätzer Bier) è uno stile storico di birra di frumento affumicato, prodotto inizialmente solo nella città di Grodzisk Wielkopolski.

## Descrizione
Birra di frumento, dal caratteristico e delicato aroma affumicato, leggera, ad alta fermentazione, elevata saturazione di anidride carbonica, limpida con sedimenti di lievito sul fondo della bottiglia. La birra aveva un leggero amaro da luppolo e un aroma caratteristico di malto affumicato. Conteneva tra il 2,5% e il 5% di alcool.
La Piwo Grodziskie è stata prodotta con un processo tecnologico ad alta intensità di manodopera. Per la sua produzione, sono stati usati quasi esclusivamente malto di grano essiccato a fuoco vivo su legno di quercia o faggio il cui fumo conferisce il particolare aroma. Per l'amaricatura veniva usato solo luppolo delle piantagioni locali della Grande Polonia.
Brevemente fermentata in barili ad una temperatura da 15 a 20 gradi Celsius, poi filtrata. Quindi imbottigliati in bottiglie con una speciale varietà di lieviti caratteristici di questo stile e conservata per un mese in magazzino, dove viene fatta fermentare e maturare sugli scaffali. Come risultato di questo processo, si ottiene una naturale, intensa effervescenza, grazie alla anidride carbonica che si forma in bottiglia durante la rifermentazione.
Nel XX secolo, la ricetta subì lievi modifiche. In origine, veniva utilizzato solo malto di grano e nel tempo, soprattutto negli ultimi decenni della sua produzione, anche il malto d'orzo Pils iniziò ad essere usato nella tramoggia. Per la birra Grodzisk con un estratto del 14% negli ultimi anni di produzione è stato aggiunto anche zucchero alimentare.

## Varietà di birra Grodzisk
Nel 1990, il birrificio di Grodzisk Wielkopolski produceva tre varietà di birra Grodzisk:
- Grodziskie - 7,7% e.w.
- Grodzisz - 12% e.w.
- Bernardyńskie - 14% e.w.

## Storia
Questa birra è stata prodotta nella zona della Grande Polonia probabilmente già dal Medioevo. L'anno 1301 appare sulle etichette e sui bicchieri per la birra Grodzisk, ma non esistono documenti conservati che lo confermino.
A partire dal XVI secolo, il centro principale della sua produzione divenne Grodzisk Wielkopolski (da cui il nome), dove apparve sotto i nomi "Grätzer", "Grodzisz" e "Grodziskie". Nel 1929-1993 la birra fu legalmente protetta come prodotto regionale. La sua produzione ai sensi del regolamento emanato dal Consiglio dei Ministri era limitata alla sola città di Grodzisk Wielkopolski.
È l'unico stile di birra ad alta fermentazione puramente polacco conosciuto, la cui ricetta e il metodo di produzione originale sono sopravvissuti quasi invariati fino al XX secolo.
Questa birra godette di grande riconoscimento in Germania prima e dopo la prima guerra mondiale, che fu il principale importatore di Grodziskie. Nel 1870 la era di 24.000 hl.
Nel periodo tra le due guerre mondiali, un birraio locale ed uno di origine austriaca Antoni Thum svolsero un ruolo importante nella sua promozione, monpolizzando il mercato di questo stile di birra.

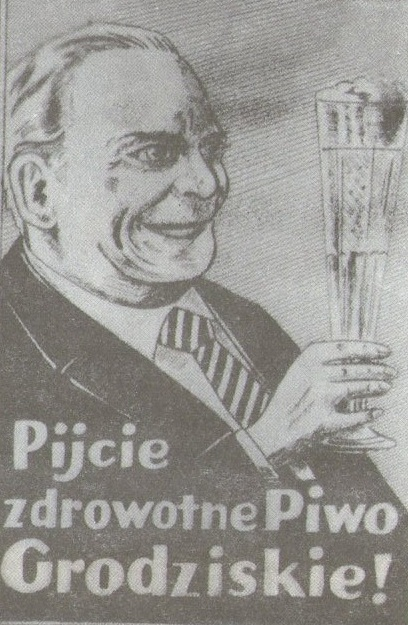
Manifesto pubblicitario - periodo tra le due guerre mondiali

Dal 1922, solo le birrerie della città di Grodzisk erano impegnate nella produzione della birra Grodziskie. Anche nella Repubblica Popolare di Polonia, il monopolio della sua produzione è stato preservato ed è rimasto nei soli stabilimenti di Grodzisk Wielkopolski. La produzione è proseguita fino al 1993, quando il locale birrificio fu liquidato dalla Lech Browary Wielkopolski. Il motivo della dismissione era la mancanza di redditività.

## Riattivazione del Birrificio di Grodzisk Wielkopolski
Nel 2012 il birrificio di Grodzisk fu acquistato dal birrificio Browar Fortuna della vicina città di Miłosław. Nel maggio 2015, la birra prodotta a Grodzisk Wielkopolski è apparsa sul mercato con il nome "Piwo z Grodziska" (Birra da Grodzisk).

## Altre iniziative
Nel 2003, su iniziativa del locale imprenditore Zbigniew Drzymała, è stato prodotto un lotto su piccola scala della "Piwo Groclin Grodziskie". Tuttavia, non era l'originale "Grodzisz", ma una tipica birra di ispirazione belga ad alta fermentazione, prodotta presso la Palm Brewery in Steenhuffel e imbottigliata a Kielce.
Nel 2010, per la birreria Grodzka 15 di Lublino, due appassionati homebrewer, Ziemowita Fałat e Grzegorz Zwierzyna, hanno preparato una birra occasionale alla Grodziskie. Questa birra è stata presentata in anteprima al Birofilia Festival del 2010 a Żywiec, e dal 2011 è stata prodotta commercialmente dalla Browar na Jura per il birrificio a contratto Pinta.
La birra "alla Grodziskie" di Lublino si basava sulla ricetta di un kit per la preparazione della birra preparato da Browamator.
Nel 2010, prodotti simili venivano prodotti occasionalmente in Repubblica Ceca dalla Pivovar Kocour di Varnsdorf e da Pivovarský Dům di Praga. La birra prodotta nella capitale ceca è stata fermentata con lievito originale per birra Grodzisk, propagata all'Institute of Fermentation Technology del Politecnico di Łódz.

## Grodziski Home Beer Competition
Nel 2006, a Grodzisk Wielkopolski, è stato organizzato il concorso per birrerie locali "Quasi come Grodzisz". Durante questo evento annuale, i produttori di birra provenienti dalla Polonia e dall'estero competono tra loro nel tentativo di ricreare la birra Grodzisk nel modo più fedele possibile.
Dalla riapertura del birrificio a Grodzisk Wielkopolski, la competizione è stata organizzata dal birrificio stesso.
Il vincitore produrrà la birra secondo la sua ricetta presso il birrificio.

## Curiosità
- In passato, la birra Grodziskie era comunemente usata come medicina. Doveva avere un effetto positivo sul sistema digerente. È stato raccomandato dai medici per i dolori all'addome.
- A causa della rifermentazione in bottiglia, dei tappi di sughero, all'alta e spessa schiuma che produce all'apertura e dell'intensità delle bolle era comunemente chiamato "Lo champagne di Grodzisk".
- In molte case era tradizione bere Piwo Grodziskie dopo una abbondante colazione di Pasqua.